# ピエール＝ジョセフ・ペルティエ

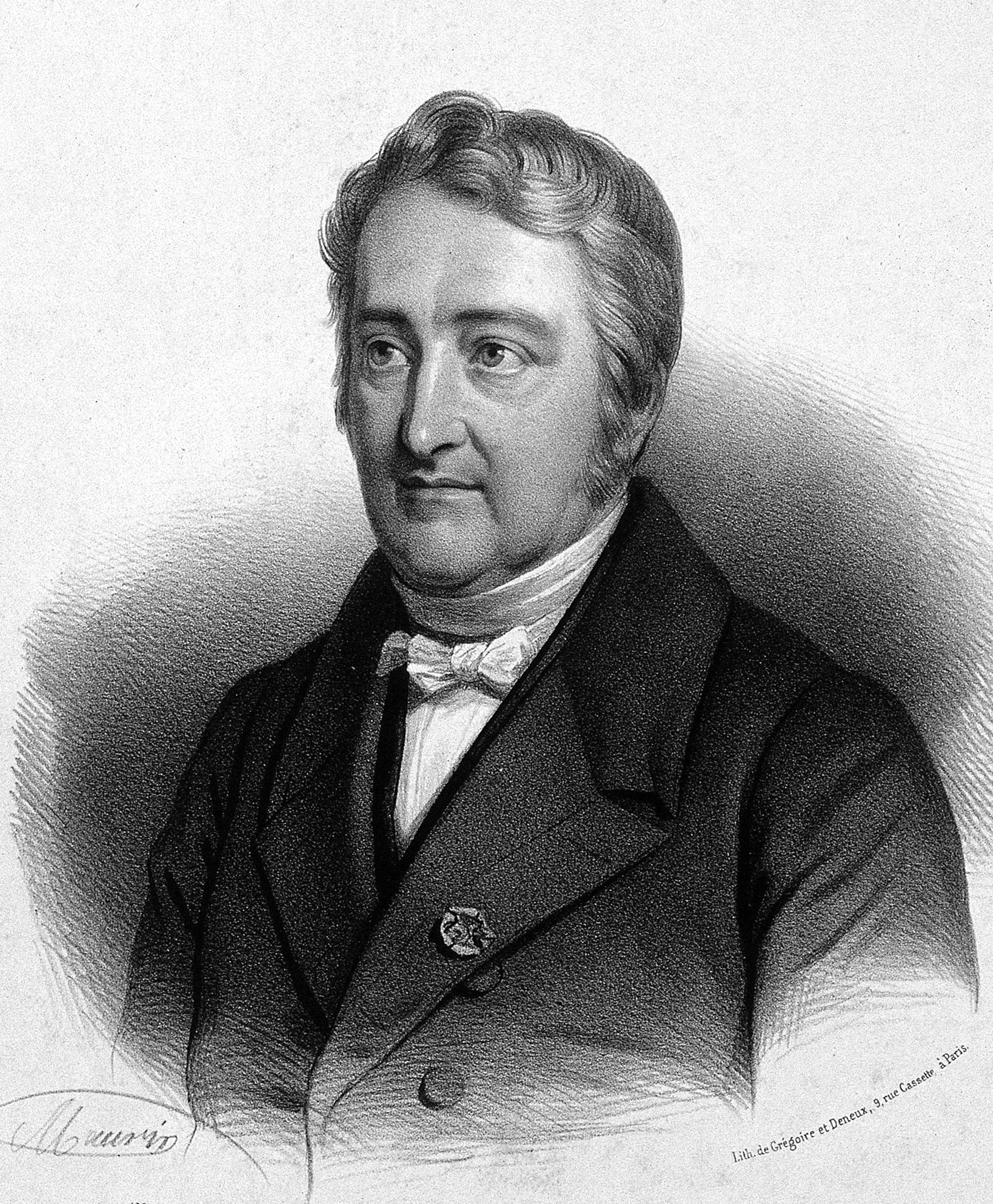
Pierre-Joseph Pelletier

ピエール＝ジョセフ・ペルティエ（Pierre-Joseph Pelletier、1788年3月22日 - 1842年7月19日）は、フランスの化学者、薬学者である。薬用植物から多くのアルカロイドの抽出を行った。

## 生涯
パリに生まれた。父親も化学者であったが36歳で早逝した。パリで薬学を学び、1815年からパリの薬学高等学院（École Supérieure de Pharmacie）の薬学者のピエール＝ジャン・ロビケの助手として働き、1825年からロビケの後をついで教授となり、1832年からは校長を務めた。1826年から薬学高等学院に加わったジョゼフ・ビヤンネメ・カヴェントゥとともに働いた。
長い間、経験的に使われたきた生薬の有効成分を化学的に単離することに功績があった。ペルティエが単離したアルカロイドには以下のようなものがある。
1817年-マジャンディ(François Magendiei)とともに吐根からエメチン
1818年-カヴェントゥ(Joseph Bienaimé Caventou)とともに聖イグナチウス豆の種子からストリキニーネ
1819年-カヴェントゥとともに聖イグナチウス豆の種子からプルシン
1820年-カヴェントゥとともにキナ皮からキニンとシンコニン
1820年-カヴェントゥとともにイヌサフランの種子からコルヒチン
1821年-カヴェントゥとともにコーヒー豆からカフェイン
1832年-アヘンからナルセイン(Narcein)
1827年にキナ皮の有効成分の抽出の功績によりMontyon prizeを受賞した。1832年にパリのEcole de pharmacieの教授となり、非常勤の校長になった。Conseil de salubritéの委員に選ばれ、多くの名誉職に選ばれた。1840年に科学アカデミーの会員に選ばれた。タンレ（Charles Joseph Tanret）が発見した天然アルカイド、ペレチエリン（pelletierine）などに献名されている。